# Vagina
La vagina és un òrgan de l'aparell reproductor femení en els mamífers. Té forma de conducte que s'estén entre la vulva i l'úter. Aquest s'utilitza per expulsar la menstruació, practicar el coit i eventualment per a donar a llum. En el cas de l’espècie humana, aquest conducte s'utilitza també en altres pràctiques sexuals que poden no estar orientades a la reproducció.
La vagina és un òrgan molt musculós i elàstic, ric en fibres de col·lagen, i relativament innervat en comparació amb la vulva. La seva superfície està colonitzada per múltiples espècies bacterianes i fúngiques, que conviuen en l'ecosistema de la flora vaginal i on predominen les espècies del gènere Lactobacillus, que li confereixen un pH baix. Aquesta aciditat impedeix l'entrada a l'organisme d'agents patògens.
La vagina, com les altres mucoses, necessita una certa humectació, per la qual cosa produeix contínuament fluix vaginal. Aquesta flora vaginal pot veure's minvada o modificada a causa de dutxes vaginals, abús de compreses i tampons, malalties de transmissió sexual o infeccions. Aquestes situacions poden donar quadres més o menys greus de candidosi, tricomonosi, vaginosi bacteriana, etcètera.

## Etimologia i definició
El terme vagina prové del llatí vāgīna, que significa "beina" o "boina". La vagina també es pot anomenar canal del part en el context de l'embaràs i part. Encara que pel seu diccionari i definicions anatòmiques, el terme vagina es refereix exclusivament a l'estructura interna específica, s'utilitza col·loquialment per referir-se a la vulva o a les dues vagina i vulva.
L'ús del terme vagina per significar "vulva" pot suposar confusió mèdica o legal; per exemple, la interpretació d'una persona de la seva ubicació pot no coincidir amb la interpretació d'una altra persona de la ubicació. Mèdicament, una descripció de la vagina és que és el canal entre l'himen (o les restes de l'himen) i el coll uterí, mentre que una descripció legal és que comença a la vulva (entre els llavis). Pot ser que l'ús incorrecte del terme  vagina es deu al fet que no es va pensar tant en l'anatomia dels genitals femenins com s'ha fet en l'estudi dels genitals masculins, i que això ha contribuït a l'absència de vocabulari correcte per als genitals femenins externs tant entre el públic en general com professionals de la salut. Com que una millor comprensió dels genitals femenins pot ajudar a combatre els danys sexuals i psicològics pel que fa al desenvolupament femení, els investigadors avalen la terminologia correcta per a la vulva.

## Estructura

### Anatomia general
La vagina humana és un canal elàstic i muscular que s'estén des de la vulva fins al coll uterí. L'obertura de la vagina es troba al triangle urogenital. El triangle urogenital és el triangle frontal del perineu i també consta de l'obertura uretral i les parts associades dels genitals externs. El canal vaginal viatja cap amunt i cap enrere, entre la uretra per davant i el recte a la part posterior. A prop de la vagina superior, el coll uterí sobresurt a la vagina per la seva superfície frontal amb un angle aproximadament de 90 graus. La vagina i la uretral les obertures estan protegides pels llavis.
Quan no s'excita sexualment, la vagina és un tub col·lapsat, amb les parets frontal i posterior col·locades juntes. Les parets laterals, especialment la seva zona mitjana, són relativament més rígides. Per això, la vagina col·lapsada té una secció transversal en forma d'H. Darrere, la vagina superior està separada del recte per la bossa recto-uterina, la vagina mitjana pel teixit connectiu solt, i la vagina inferior pel cos perineal. On el lumen vaginal envolta el coll uterí de l'úter, es divideix en quatre regions contínues (fornices vaginals); aquests són els fòrnix anterior, posterior, lateral dret i lateral esquerre. El fòrnix posterior és més profund que el fòrnix anterior.
El suport de la vagina són els seus músculs i lligaments del terç superior, mitjà i inferior. El terç superior són els músculs elevador de l'ani, i els lligaments transcervical, pubocervical i sacrocervical. És compatible amb les parts superiors del lligament cardinals i el parametri. El terç mitjà de la vagina implica el diafragma urogenital. Està recolzat pels músculs elevadors de l'ani. i la part inferior dels lligaments cardinals. El terç inferior està recolzat pel cos perineal, The lower third is supported by the perineal body, o l'urogenital i diafragma pèlvics. El terç inferior també es pot descriure com el suport del cos perineal i la part pubovaginal del múscul elevador de l'ani.

#### Obertura vaginal i himen
L'obertura vaginal (també coneguda com a introitus vaginal i el llatí ostium vaginae) es troba a l'extrem posterior del vestíbul vulval, darrere del obertura uretral. L'obertura a la vagina normalment està enfosquida pels llavis menors (llavis interns), però pot quedar exposat després del part vaginal.
L'himen és una fina capa de teixit mucosal que envolta o cobreix parcialment l'obertura vaginal. Els efectes de les relacions sexuals i el part a l'himen varien. Quan es trenca, pot desaparèixer completament o poden persistir restes conegudes com a carunculae myrtiformes. En cas contrari, sent molt elàstic, pot tornar a la seva posició normal. A més, l'himen pot estar lacerat per malalties, lesions, examen mèdic, masturbació o exercici físic. Per aquestes raons, la virginitat no es pot determinar definitivament examinant l'himen.

#### Variacions i mida
La longitud de la vagina varia entre les dones en edat fèrtil. A causa de la presència del coll uterí a la paret frontal de la vagina, hi ha una diferència de longitud entre la paret frontal, d'aproximadament 7,5cm de llarg, i la paret posterior, d'aproximadament 9cm llarg. Durant l'excitació sexual, la vagina s'expandeix tant en longitud com en amplada. Si una dona està dreta, el canal vaginal apunta cap amunt-enrere i forma un angle d'aproximadament 45 graus amb l'úter. L'obertura vaginal i l'himen també varien de mida; en els nens, tot i que l'himen apareix habitualment en forma de crecent, són possibles moltes formes.

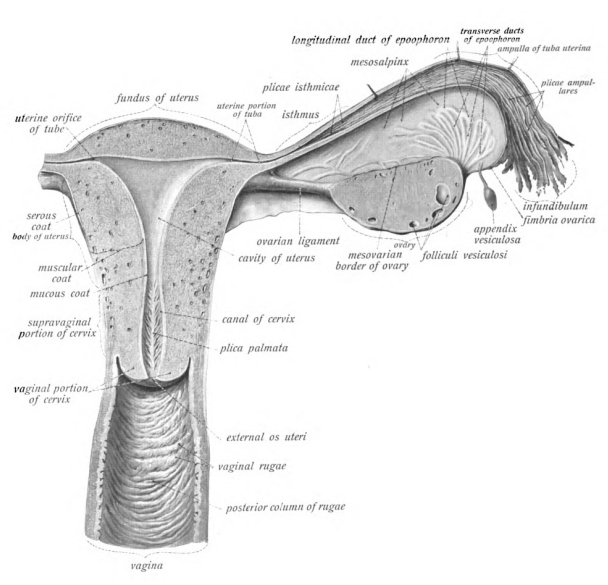
Una il·lustració que mostra una porció retallada de la vagina i el tracte genital femení superior (només es mostra un ovari i una trompa de Fal·lopi). Es poden veure plecs circulars (també anomenats rugae) de la mucosa vaginal.

### Desenvolupament
La placa vaginal és el precursor de la vagina. Durant el desenvolupament, la placa vaginal comença a créixer on els extrems fusionats dels conductes paramesonefricss (conductes de Müller) entren a la paret posterior de el sinus urogenital com el tubercle sinusal. A mesura que la placa creix, separa significativament el coll uterí i el si urogenital; eventualment, les cèl·lules centrals de la placa es descomponen per formar el Lumen vaginal. Això sol passar entre la vint i la vint-i-quatrena setmana de desenvolupament. Si el lumen no es forma, o està incomplet, es poden formar membranes conegudes com a septe vaginal a través o al voltant del tracte, provocant l'obstrucció del tracte de sortida més tard en la vida.
Hi ha opinions contradictòries sobre l'origen embriològic de la vagina. L'opinió majoritària és la descripció de Koff de 1933, que postula que els dos terços superiors de la vagina s'originen a la part caudal del conducte de Müller, mentre que la part inferior de la vagina es desenvolupa a partir del si urogenital. Altres vistes són la descripció de Bulmer de 1957 que l'epiteli vaginal deriva únicament de l'epiteli del sinus urogenital, i de la investigació de Witschi de 1970, que va reexaminar la descripció de Koff i va concloure que els bulb sinoginals són els mateixos que les parts inferiors del Wolffian ducts. Witschi's view is supported by research by Acién et al., Bok and Drews. Robboy et al. reviewed Koff and Bulmer's theories, and support Bulmer's description in light of their own research. The debates stem from the complexity of the interrelated tissues and the absence of an animal model that matches human vaginal development. La visió de Witschi està recolzada per la investigació d'Acién et al., Bok i Drews. Robboy et al. van revisar les teories de Koff i Bulmer, i donen suport a la descripció de Bulmer a la llum de la seva pròpia investigació. Per això, l'estudi del desenvolupament vaginal humà està en curs i pot ajudar a resoldre les dades conflictives.

### Microanatomia

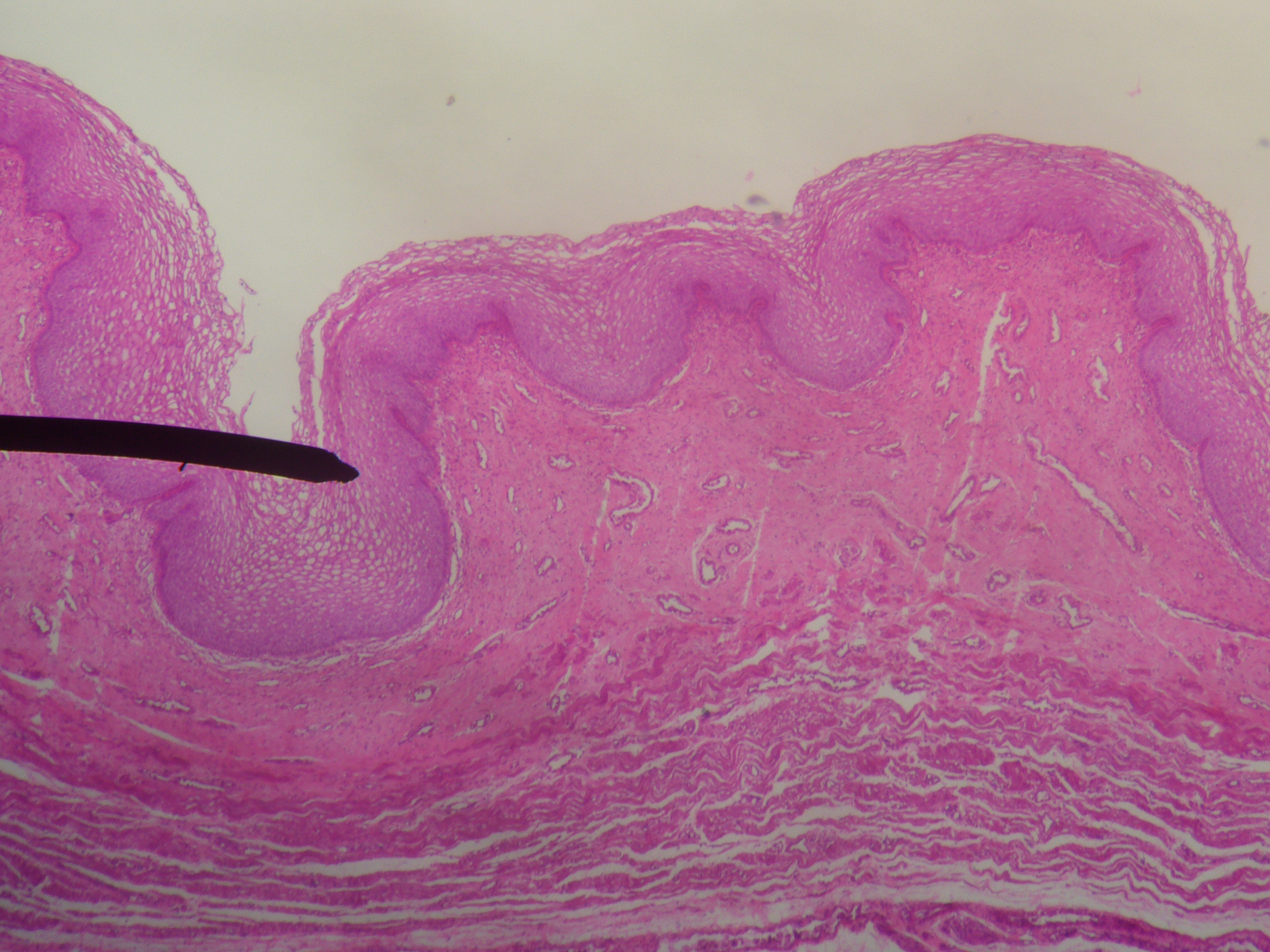
Ampliació mitjana micrografia d'una diapositiva H&Eed que mostra una part de la paret vaginal. Es pot observar Epiteli escamoss estratificat i teixit conjuntiu subjacent. No es mostren les capes musculars més profundes. La línia negra apunta a un plec de la mucosa.

La paret vaginal des de la llum cap a l'exterior consisteix en primer lloc per una mucosa d'epiteli escatós estratificat que no està queratinitzat, amb una làmina propria (una fina capa de teixit connectiu) a sota. En segon lloc, hi ha una capa de múscul llis amb feixos de fibres circulars internes a les fibres longitudinals (les que corren longitudinalment). Finalment, hi ha una capa externa de teixit conjuntiu anomenada adventicia. Alguns textos enumeren quatre capes comptant les dues subcapes de la mucosa (epiteli i làmina pròpia) per separat.
La capa muscular llisa dins de la vagina té una força contractiva feble que pot crear una mica de pressió al lumen de la vagina; una força contractiva molt més forta, com durant el part, prové dels músculs del sòl pèlvic que estan units a l'adventicia al voltant de la vagina.
La làmina pròpia és rica en vasos sanguinis i canals limfàtics. La capa muscular està formada per fibres musculars llises, amb una capa externa de múscul longitudinal, una capa interna de múscul circular i fibres musculars obliqües entre elles. La capa externa, l'adventicia, és una capa fina i densa de teixit connectiu i es barreja amb teixit connectiu laxo que conté vasos sanguinis, vasos limfàticss i fibres nervioses que es troben entre els òrgans pèlvics. La mucosa vaginal està absent de glàndules. Forma plecs (crestes transversals o rugae), que són més destacats al terç extern de la vagina; la seva funció és proporcionar a la vagina una superfície augmentada per a l'extensió i estirament.
L'epiteli de l'ectocèrvix (la part del coll uterí que s'estén a la vagina) és una extensió de l'epiteli vaginal i comparteix un límit amb aquest. L'epiteli vaginal està format per capes de cèl·lules, incloses les cèl·lules basals, les cèl·lules parabasals, les cèl·lules planes escamoses superficials i les cèl·lules intermèdies. La capa basal de l'epiteli és la més activa mitòticament i reprodueix noves cèl·lules. Les cèl·lules superficials descamació contínuament i les cèl·lules basals les substitueixen. Els Estrògens indueixen les cèl·lules intermèdies i superficials a omplir-se de glicogen. Les cèl·lules de la capa basal inferior passen de l'activitat metabòlica activa a la mort (apoptosi). En aquestes capes mitjanes de l'epiteli, les cèl·lules comencen a perdre els seus mitocondris i altres orgànulss.
Sota la influència dels estrògens materns, la vagina d'un nounat està revestida per un epiteli escamós estratificat gruixut (o mucosa) durant dues o quatre setmanes després del naixement. Des de llavors fins a la pubertat, l'epiteli es manté prim amb només unes poques capes de cèl·lules cuboïdals sense glucogen. L'epiteli també té poques rugas i és de color vermell abans de la pubertat. Quan comença la pubertat, la mucosa s'engrossí i torna a convertir-se en epiteli escamós estratificat amb cèl·lules que contenen glucogen, sota la influència de l'augment dels nivells d'estrògens de la nena. Finalment, l'epiteli s'aprima a partir de la menopausa i finalment deixa de contenir glucogen, a causa de la manca d'estrògens.
Les cèl·lules escamoses aplanades són més resistents tant a l'abrasió com a la infecció. La permeabilitat de l'epiteli permet una resposta eficaç del sistema immunitari ja que els anticossos i altres sistemes immunitaris els components poden arribar fàcilment a la superfície. L'epiteli vaginal és diferent del teixit similar de la pell. L'epidermis de la pell és relativament resistent a l'aigua perquè conté alts nivells de lípids. L'epiteli vaginal conté nivells més baixos de lípids. Això permet el pas d'aigua i de substàncies solubles en aigua a través del teixit.
La queratinització es produeix quan l'epiteli està exposat a l'atmosfera externa seca. En circumstàncies anormals, com en el prolapse d'òrgans pèlvics, la mucosa pot estar exposada a l'aire, convertint-se en sec i queratinitzat.

### Aportació de sang i nervis
La sang es subministra a la vagina principalment a través de l'artèria vaginal, que emergeix d'una branca de l'artèria ilíaca interna o de l'artèria uterina. La vagina artèries anastamose (s'uneixen) al costat de la vagina amb la branca cervical de l'artèria uterina; això forma les artèria àzygos, que es troba a la línia mitjana de la vagina anterior i posterior. Altres artèries que irriguen la vagina. inclouen l'artèria rectal mitjana i l'artèria pudendal interna, totes les branques de l'artèria ilíaca interna. Tres grups de vasos limfàtics els acompanyen. artèries; el grup superior acompanya les branques vaginals de l'artèria uterina; un grup mitjà acompanya les artèries vaginals; i el grup inferior, que drena la limfa de l'àrea fora de l'himen, drena als ganglis limfàtics inguinalss. El noranta-cinc per cent del sistema limfàtic els canals de la vagina es troben a 3 mm de la superfície de la vagina.
Dues venes principals drenen sang de la vagina, una a l'esquerra i una altra a la dreta. Aquests formen una xarxa de venes més petites, el plexe venós vaginal, als costats de la vagina, connectant-se amb plexes venosos similars del úter, bufeta , i recte. Aquests finalment drenen a les vena ilíaca internas.
El subministrament nerviós de la vagina superior és proporcionat per les àrees simpàtic i parasimpàtic del plexe pèlvic. La vagina inferior és subministrada pel nervi pudendal.

## Funció

### Secrecions
Les secrecions vaginals provenen principalment de l'úter, el coll uterí i l'epiteli vaginal, a més de la minúscula lubricació vaginal de la glàndula de Bartholin després de l'excitació sexual. És necessita poca secreció vaginal per humitejar la vagina; les secrecions poden augmentar durant l'excitació sexual, a mitjan o una mica abans de la menstruació, o durant l'embaràs. La menstruació (també coneguda com a "període" o "mensual"). ") és la descàrrega regular de sang i teixit mucosal (conegut com a menstruació) de l'revestiment intern de l'úter a través de la vagina. La membrana mucosa vaginal varia en gruix i composició durant el cicle menstrual, que és el canvi natural i regular que es produeix al sistema reproductor femení (específicament a l'úter i ovaris) que fa possible l'embaràs. Diferents productes d'higiene com ara tampóns, copa menstrual i tovallons higiènics estan disponibles per absorbir o capturar la sang menstrual.
Les glàndules de Bartholin, situades a prop de l'obertura vaginal, es van considerar originalment la font principal per a la lubricació vaginal, però un examen posterior va demostrar que només proporcionen unes quantes gotes de moc.
La lubricació vaginal es proporciona principalment per filtracions de plasma conegudes com a transsudat de les parets vaginals. Inicialment es forma com a gotetes semblants a la suor, i és causada per l'augment de la pressió del líquid al teixit de la vagina (vasocongestió), donant lloc a l'alliberament de plasma com a transudat dels capil·lars a través de la vagina. epiteli.
Abans i durant l'ovulació, les glàndules mucoses dins del coll uterí segreguen diferents variacions de moc, que proporciona un entorn alcalí fèrtil al canal vaginal que és favorable a la supervivència de esperma. Després de la menopausa, la lubricació vaginal disminueix de manera natural.

### Estimulació sexual
Les terminacions nervioses de la vagina poden proporcionar sensacions agradables quan la vagina s'estimula durant l'activitat sexual. Les dones poden obtenir plaer d'una part de la vagina, o d'una sensació de proximitat i plenitud durant la penetració vaginal. Com que la vagina no és rica en terminacions nervioses, les dones sovint no reben prou estimulació sexual, o orgasme, només de la penetració vaginal. Tot i que la literatura cita habitualment una major concentració de terminacions nervioses i, per tant, una major sensibilitat prop de l'entrada vaginal (el terç exterior o terç inferior), alguns exàmens científics de la innervació de la paret vaginal indiquen que no hi ha cap àrea única amb una major densitat de terminacions nervioses. Altres investigacions indiquen que només algunes dones tenen una major densitat de terminacions nervioses a la paret vaginal anterior. A causa de les menys terminacions nervioses a la vagina, el dolor al part és molt més tolerable.
El plaer es pot derivar de la vagina de diverses maneres. A més de la penetració del penis, el plaer pot provenir de la masturbació, digitació o posicions sexuals específiques (com ara la posició missioner o la posició sexual de les culleres). Les parelles heterosexuals poden participar en la digitació com a forma de jocs preliminars per incitar a l'excitació sexual o com a acte d'acompanyament, o com a tipus de control de la natalitat, o a preservar la virginitat. Amb menys freqüència, poden utilitzar actes sexuals no penis-vaginals com a mitjà principal de plaer sexual. En canvi, les lesbianes i altres dones que tenen relacions sexuals amb dones solen participar en la digitació com a principal forma d'activitat sexual. La majoria de les dones requereixen estimulació directa del clítoris fins a l'orgasme. El clítoris té un paper important en l'estimulació vaginal. És un òrgan sexual d'estructura multiplanar que conté una gran quantitat de terminacions nervioses, amb una gran adherència a l'arc púbic i un extens teixit de suport als llavis. Les investigacions indiquen que forma un cúmul de teixits amb la vagina. Aquest teixit és potser més extens en algunes dones que en altres, cosa que pot contribuir als orgasmes experimentats per via vaginal. Algunes dones i parelles utilitzen joguines sexuals, com ara un vibrador o un consolador, per al plaer vaginal.
La majoria de les dones requereixen estimulació directa del clítoris fins a l'orgasme. El clítoris té un paper important en l'estimulació vaginal. És un òrgan sexual d'estructura multiplanar que conté una gran quantitat de terminacions nervioses, amb una gran adherència a l'arc púbic i un extens teixit de suport als llavis. Les investigacions indiquen que forma un cúmul de teixits amb la vagina. Aquest teixit és potser més extens en algunes dones que en altres, cosa que pot contribuir als orgasmes experimentats per via vaginal.
Durant l'excitació sexual, i particularment l'estimulació del clítoris, les parets de la vagina es lubriquen. Això comença després de deu a trenta segons d'excitació sexual, i augmenta en quantitat com més temps s'excita la dona. Redueix la fricció o les lesions que es poden produir per la inserció del penis a la vagina o una altra penetració de la vagina durant l'activitat sexual. La vagina s'allarga durant l'excitació i pot continuar allargant-se com a resposta a la pressió; a mesura que la dona s'excita completament, la vagina s'expandeix en llargada i amplada, mentre que el coll uterí es retrau. Amb els dos terços superiors de la vagina s'expandeixen i s'allarguen, l'úter puja cap a la pelvis més gran i el coll uterí s'eleva per sobre del sòl vaginal, donant lloc a una tenda de campanya del pla vaginal mitjà. Això es coneix com l'efecte tenda o globus. Com les parets elàstiques de la vagina estirar o contreure , amb el suport dels músculs pèlvics, per envoltar el penis inserit (o un altre objecte), això crea fricció per al penis i ajuda a fer que un home experimenti orgasme i ejaculació , que al seu torn permet la fertilització.
Una àrea de la vagina que pot ser una zona erògena és el punt G. Normalment es defineix com estar situat a la paret anterior de la vagina, a un parell o pocs centímetres de l'entrada, i algunes dones experimenten un plaer intens, i de vegades un orgasme, si aquesta zona s'estimula durant l'activitat sexual. Un orgasme del punt G pot ser responsable de l'ejaculació femenina, cosa que fa que alguns metges i investigadors creguin que el plaer del punt G prové de la glàndula de Skene, una homòleg femení de la pròstata, en lloc de qualsevol punt particular de la paret vaginal; altres investigadors consideren que la connexió entre les glàndules de Skene i l'àrea del punt G és feble. El punt G l'existència (i l'existència com a estructura diferent) encara està en disputa perquè els informes de la seva ubicació poden variar d'una dona a una altra, sembla inexistent en algunes dones i es planteja la hipòtesi que és una extensió del clítoris i, per tant, la raó de orgasmes experimentats per via vaginal.

### Part
La vagina és el canal de part per al part d'un nadó. Quan s'acosta el part, poden aparèixer diversos signes, com ara secreció vaginal i ruptura de membranes (ruptura d'aigua). Aquest últim dona lloc a un brot o petit corrent de líquid amniòtic de la vagina. El trencament d'aigua es produeix amb més freqüència a l'inici del part. Passa abans del part si hi ha una ruptura prematura de membranes, que es produeix en el 10% dels casos. Entre les dones que donen a llum per primera vegada, contraccions de Braxton Hicks es confonen amb contraccions reals, però en canvi són una manera perquè el cos es prepari per al veritable treball. No indiquen l'inici del part, però solen ser molt forts els dies previs al part.
A mesura que el cos es prepara per al part, el coll uterí s'estova, esprima, es mou cap endavant per mirar cap al davant i comença a obrir-se. Això permet que el fetus s'instal·li a la pelvis, un procés conegut com a alleugeriment. A mesura que el fetus s'instal·la a la pelvis, el dolor del nervi ciàtic Es pot produir un augment de la secreció vaginal i un augment de la freqüència urinaria. Tot i que és més probable que es produeixi un alleugeriment després que hagi començat el part per a les dones que han donat a llum abans, pot passar deu a catorze dies abans del part en dones que pateixen el part per primera vegada.
El fetus comença a perdre el suport del coll uterí quan comencen les contraccions. Amb la dilatació cervical que arriba als 10 cm per acomodar el cap del fetus, el cap es mou de l'úter a la vagina. L'elasticitat de la vagina li permet estirar-se a moltes vegades el seu diàmetre normal per tal de donar a llum el nen.
Els parts vaginals són més freqüents, però si hi ha risc de complicacions es pot realitzar una cesària (cesària). La mucosa vaginal presenta una acumulació anormal de líquid (edematosa) i és prima, amb poques rugas, una mica després del naixement. La mucosa s'espesseix i les rugoses tornen en aproximadament tres setmanes un cop els ovaris recuperen la funció habitual i es restableix el flux d'estrògens. L'obertura vaginal s'obre i es relaxa, fins que torna al seu estat aproximat abans de l'embaràs sis a vuit setmanes després del part, conegut com a període postpart; tanmateix, la vagina continuarà sent més gran que abans.
Després del part, hi ha una fase de secreció vaginal anomenada loquis que pot variar significativament en la quantitat de pèrdua i la seva durada, però pot durar fins a sis setmanes.

### Microbiota vaginal

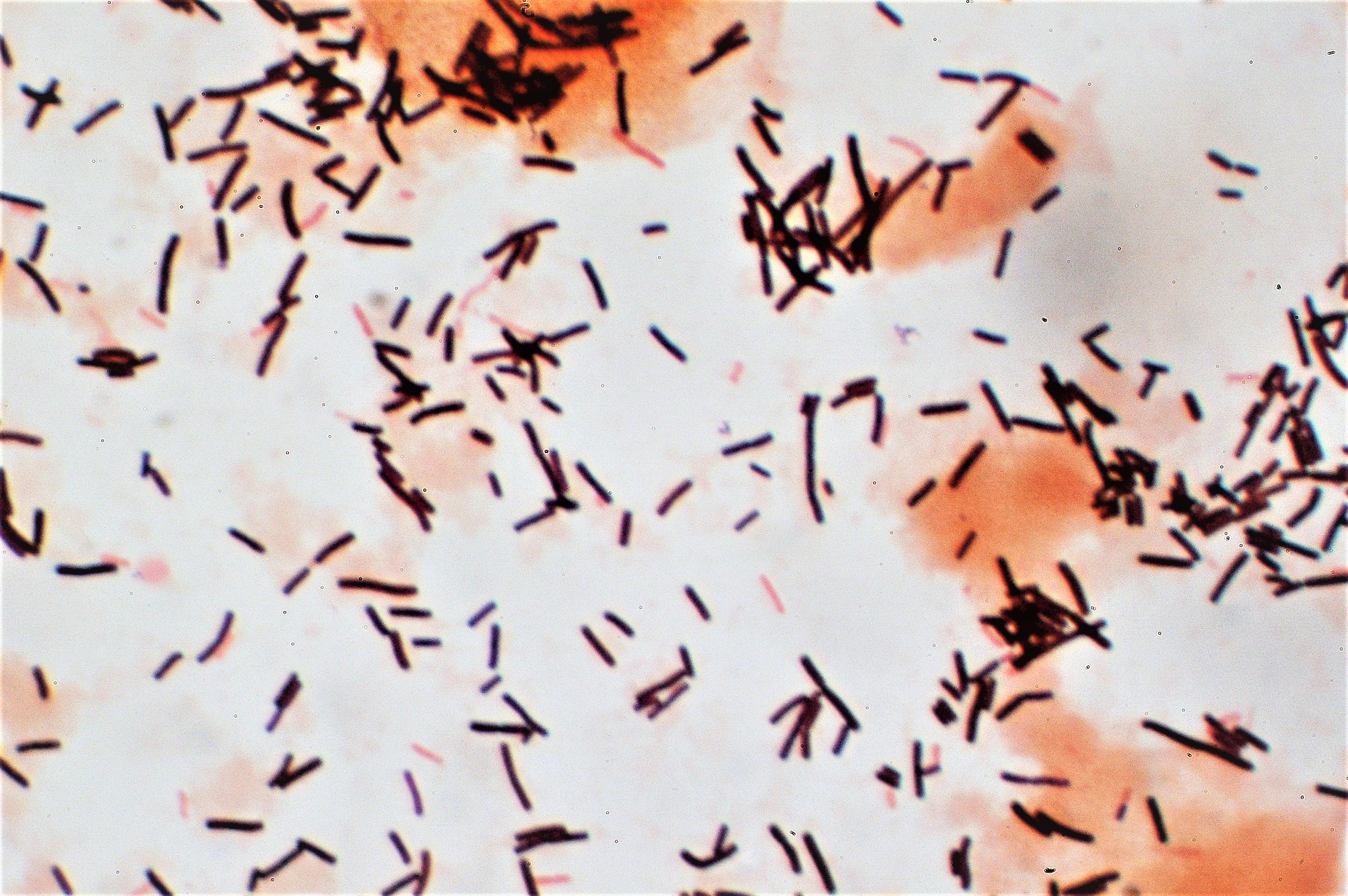
Tinció de Gram de lactobacils i cèl·lules epitelials escamoses en hisop vaginal. Ampliació original = 1.000

La flora vaginal és un ecosistema complex que canvia al llarg de la vida, des del naixement fins a la menopausa. La microbiota vaginal resideix a la capa més externa de l'epiteli vaginal. Aquest microbioma consta d'espècies i gèneres, que normalment no causen símptomes ni infeccions en dones amb immunitat normal. El microbioma vaginal està dominat per les espècies Lactobacillus. Aquestes espècies metabolitzen el glucogen, descomponent-lo en sucre. Els Lactobacils metabolitzen el sucre en glucosa i àcid làctic. Sota la influència d'hormones, com els estrògens, la progesterona i l'hormona fol·liculo-estimulant (FSH), l'ecosistema vaginal pateix canvis cíclics o periòdics.

## Importància clínica

### Exàmens pèlvics

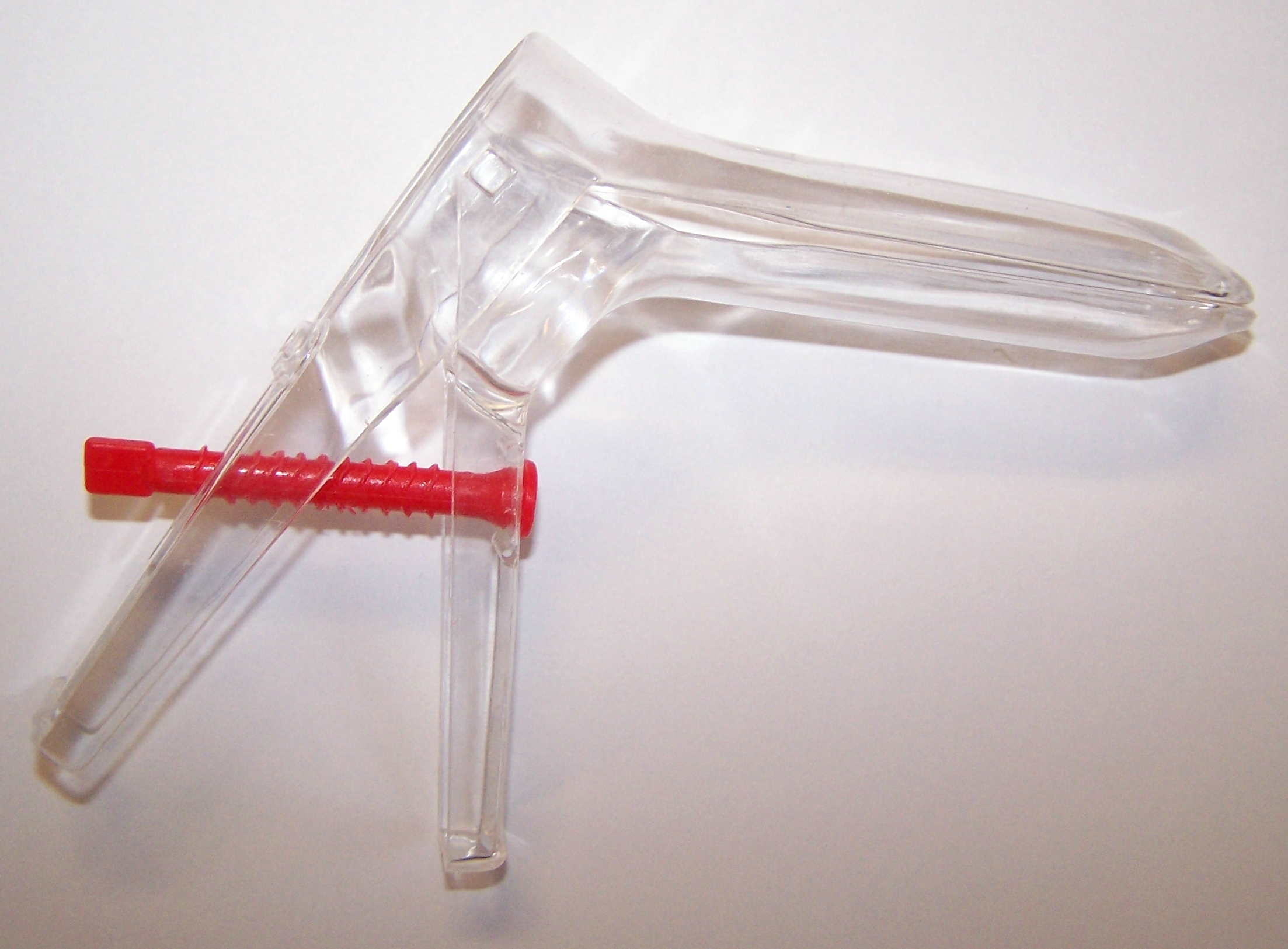
Un espécul vaginal bivalvulat de plàstic d'un sol ús utilitzat en l'exploració ginecològica

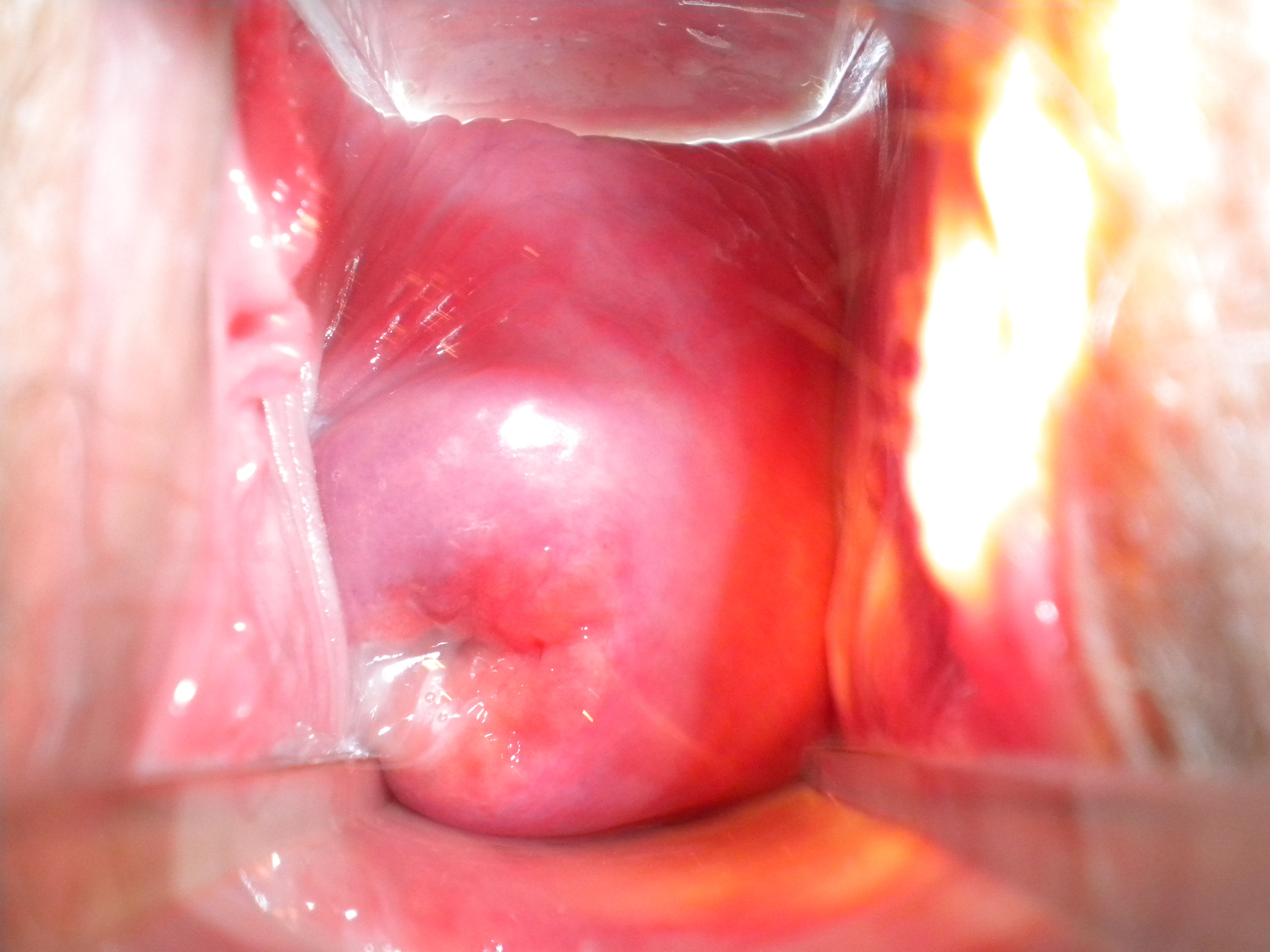
Un cervix normal d'un adult vist a través de la vagina (per vaginam o PV) utilitzant un espécul vaginal bivalvat. Les fulles de l'espécul estan per sobre i per sota i es veuen parets vaginals esteses a l'esquerra i a la dreta.

La salut vaginal es pot avaluar durant un examen pèlvic, juntament amb la salut de la majoria dels òrgans del sistema reproductor femení. Aquests exàmens poden incloure la prova Papanicolau (o frotis cervical). Als Estats Units, es recomana la prova de Papanicolau a partir dels 21 anys fins als 65. Tanmateix, altres països no recomanen la prova de Papanicolau a dones no sexualment actives. Les directrius sobre la freqüència varien de cada tres a cinc anys. L'examen pèlvic rutinari a dones que no estan embarassades i que no presenten símptomes pot ser més perjudicial que beneficiós. Una troballa normal durant l'examen pèlvic d'una dona embarassada és un to blavós a la paret vaginal.
Els exàmens pèlvics es realitzen amb més freqüència quan hi ha símptomes inexplicables de secreció, dolor, sagnat inesperat o problemes urinaris.
Durant un examen pèlvic, s'avalua l'obertura vaginal per a la posició, la simetria, la presència de l'himen i la forma. La vagina és avaluada internament per l'examinador amb els dits enguantats, abans d'introduir l'espècul, per observar la presència de qualsevol debilitat, grumolls o nòduls. S'observa inflamació i secreció si hi ha. Durant aquest temps, es palpen les glàndules de Skene i Bartolin per identificar anomalies en aquestes estructures. Un cop finalitzat l'examen digital de la vagina, s'insereix acuradament l'espècul, un instrument per visualitzar les estructures internes per fer visible el coll uterí. L'examen de la vagina també es pot fer durant una cerca de cavitats.
Les laceracions o altres ferides a la vagina poden produir-se durant una agressió sexual o altres abusos sexuals. Aquests poden ser esquinç, contusions, Inflamació i abrasions. L’agressió sexual amb objectes pot danyar l’examen de la vagina i radiografia pot revelar la presència d’objectes estranys. Si es dona el consentiment, un examen pèlvic forma part de l'avaluació de l'agressió sexual. Els exàmens pèlvics també es realitzen durant l’embaràs i les dones amb embarassos d’alt risc tenen exàmens més sovint.

### Medicaments
L'Administració intravaginal és una via d'administració on la medicació s'insereix a la vagina com una crema o comprimit. Farmacològic, això té l'avantatge potencial de promoure efecte terapèutics principalment a la vagina o estructures properes (com la porció vaginal del coll uterí) amb un efecte advers sistèmic limitat. s en comparació amb altres vies d'administració.
Els medicaments que s'utilitzen per madurar el coll uterí i induir el part s'administren habitualment per aquesta via, igual que els estrògens, els anticonceptius, el propranolol i els antifúngics. Els anells vaginals també es poden utilitzar per administrar medicaments, inclòs el control de la natalitat en els anells vaginals anticonceptius. Aquests s'insereixen a la vagina i proporcionen dosis baixes i nivells de fàrmacs constants a la vagina i a tot el cos.
Abans que el nadó surti de l'úter, es pot administrar una injecció per controlar el dolor durant el part a través de la paret vaginal i prop del nervi pudendal. Com que el nervi pudendal transporta fibres motores i sensorials que innerven els músculs pèlvics, un bloqueig del nervi pudend alleuja el dolor de part. El medicament no fa mal al nen i no té complicacions significatives.

### Infeccions, malalties i sexe segur
Les infeccions o malalties vaginals inclouen infecció per llevats, vaginitis, infeccions de transmissió sexual (ITS) i càncer. Lactobacillus gasseri i altres espècies de Lactobacillus de la flora vaginal proporcionen certa protecció contra les infeccions per la seva secreció de bacteriocines i peròxid d'hidrogen. La vagina sana d'una dona en edat de fer fills és àcidic, amb un pH que normalment oscil·la entre 3,8 i 4,5. El baix pH prohibeix el creixement de moltes soques de microbis patògensic. L'equilibri àcid de la vagina també es pot veure afectat pel semen, embaràs, menstruació, diabetis o una altra malaltia, píndoles anticonceptives, certs antibiòtics, mala alimentació i estrès. Qualsevol d'aquests canvis a l'equilibri àcid de la vagina pot contribuir a la infecció per llevats. Un pH elevat (més de 4,5) del líquid vaginal pot ser causat per un creixement excessiu de bacteris com en la vaginosi bacteriana, o en la infecció parasitària tricomoniasi, ambdós tenen vaginitis com a símptoma. La flora vaginal poblada per una sèrie de bacteris diferents característics de la vaginosi bacteriana augmenta el risc de resultats adversos de l'embaràs. Durant un examen pèlvic, es poden prendre mostres de líquids vaginals per detectar infeccions de transmissió sexual o altres infeccions.
Com que la vagina s'autoneteja, normalment no necessita una higiene especial. Els metges generalment desaconsellen la pràctica de la dutxa vaginal per mantenir la salut vulvovaginal. Atès que la flora vaginal protegeix contra les malalties, una alteració d'aquest equilibri pot provocar infeccions i secrecions anormals. La secreció vaginal pot indicar una secreció vaginal. infecció pel color i l'olor, o els símptomes resultants de secreció, com ara irritació o ardor. La secreció vaginal anormal pot ser causada per ITS, diabetis, dutxa, sabons perfumats, bombolles banys, píndoles anticonceptives, infecció per llevats (normalment com a resultat de l'ús d'antibiòtics) o una altra forma de vaginitis. Tot i que la vaginitis és una inflamació de la vagina i s'atribueix a infeccions, problemes hormonals, o irritants, vaginisme és una tensió involuntària dels músculs de la vagina durant la penetració vaginal que és causada per un reflex condicionat o malaltia. Secreció vaginal a causa de la infecció per llevats sol ser espessa, de color cremós i inodora, mentre que la descàrrega deguda a la vaginosi bacteriana és de color gris-blanc, i la secreció deguda a la tricomoniasi sol ser de color gris, de consistència fina i té una olor de peix. L'alta en el 25% dels casos de tricomoniasi és de color groc verd.
El VIH/SIDA, el virus del papil·loma humà (VPH), l'herpes genital i la tricomoniasi són algunes ITS que poden afectar la vagina, i fonts de salut recomanen el sexe segur (o mètode de barrera) pràctiques per prevenir la transmissió d'aquestes i altres ITS. El sexe segur implica habitualment l'ús de preservatius, i de vegades preservatiu femení (que donen més control a les dones). Tots dos tipus poden ajudar a evitar l'embaràs evitant que el semen entri en contacte amb la vagina. No obstant això, hi ha poca investigació sobre si els preservatius femenins són tan efectius com els masculins per prevenir les ITS, i són una mica menys eficaç que els preservatius masculins per prevenir l'embaràs, que pot ser perquè el preservatiu femení s'ajusta menys que el preservatiu masculí o perquè pot caure a la vagina i vessar semen.
Els ganglis limfàtics vaginals solen atrapar cèl·lules canceroses que s'originen a la vagina. Aquests ganglis es poden avaluar per la presència de malaltia. L'extirpació quirúrgica selectiva (en lloc de l'extirpació total i més invasiva) dels ganglis limfàtics vaginals redueix el risc de complicacions que poden acompanyar cirurgies més radicals. Aquests ganglis selectius actuen com a ganglis sentinella. En lloc de la cirurgia, els ganglis limfàtics de preocupació de vegades es tracten amb radioteràpia administrada als ganglis pèlvics, inguinals o ambdós del pacient.
El càncer vaginal i el càncer vulvar són molt rars i afecten principalment a dones grans. Càncer de coll uterí (que és relativament comú) augmenta el risc de càncer vaginal, i és per això que hi ha una probabilitat important que el càncer vaginal es produeixi al mateix temps o després del càncer de coll uterí. Pot ser que les seves causes siguin les mateixes. El càncer de coll uterí es pot prevenir mitjançant la prova de Papanicolaou i el vaccí contra el papil·lomavirus humà, però les vacunes contra el VPH només cobreixen els tipus 16 i 18 del VPH, la causa del 70% dels càncers de coll uterí. Alguns símptomes del càncer de coll uterí i vaginal són disparèunia i sagnat vaginal o flux vaginal anormal, especialment després de les relacions sexuals o la menopausa. Tanmateix, la majoria dels càncers de coll uterí són asimptomàtics (no presenten símptomes). La braquiteràpia intracavitat vaginal (VBT) s'utilitza per tractar el endometri, càncer vaginal i cervical. S'insereix un aplicador a la vagina per permetre l'administració de la radiació el més a prop possible del lloc del càncer.
Les taxes de supervivència augmenten amb la VBT en comparació amb la radioteràpia amb feix extern. Mitjançant l'ús de la vagina per col·locar l'emissor el més a prop possible del creixement cancerós, els efectes sistèmics de la radioteràpia es redueixen i es curen. les taxes de càncer vaginal són més altes. La investigació no està clara sobre si el tractament del càncer de coll uterí amb radioteràpia augmenta el risc de càncer vaginal.

### Efectes de l'envelliment i el part
L'edat i els nivells hormonals es correlacionen significativament amb el pH de la vagina. Els estrògens, el glicogen i els lactobacils afecten aquests nivells. En néixer, la vagina és àcida amb un pH de aproximadament 4,5, i deixa de ser àcid a les tres a sis setmanes d'edat, esdevé alcalí. El pH vaginal mitjà és de 7,0 a les noies prepuberals. Tot i que hi ha un alt grau de variabilitat en el temps, les noies que tenen aproximadament entre set i dotze anys L'edat continuarà tenint desenvolupament labial a mesura que l'himen s'engrossi i la vagina s'allarga fins a uns 8 cm. La mucosa vaginal s'espesseix i el pH vaginal torna a ser àcid. Les noies també poden experimentar una secreció vaginal fina i blanca anomenada leucorrea. La microbiota vaginal de les adolescents de 13 a 18 anys és similar a la de les dones en edat reproductiva, que tenen un pH vaginal mitjà de 3,8-4,5, però la investigació no està tan clara sobre si això és el mateix per a les noies premenarqueals o perimenàrquiques. El El pH vaginal durant la menopausa és de 6,5–7,0 (sense teràpia de reemplaçament hormonal), o 4,5–5,0 amb teràpia de reemplaçament hormonal.

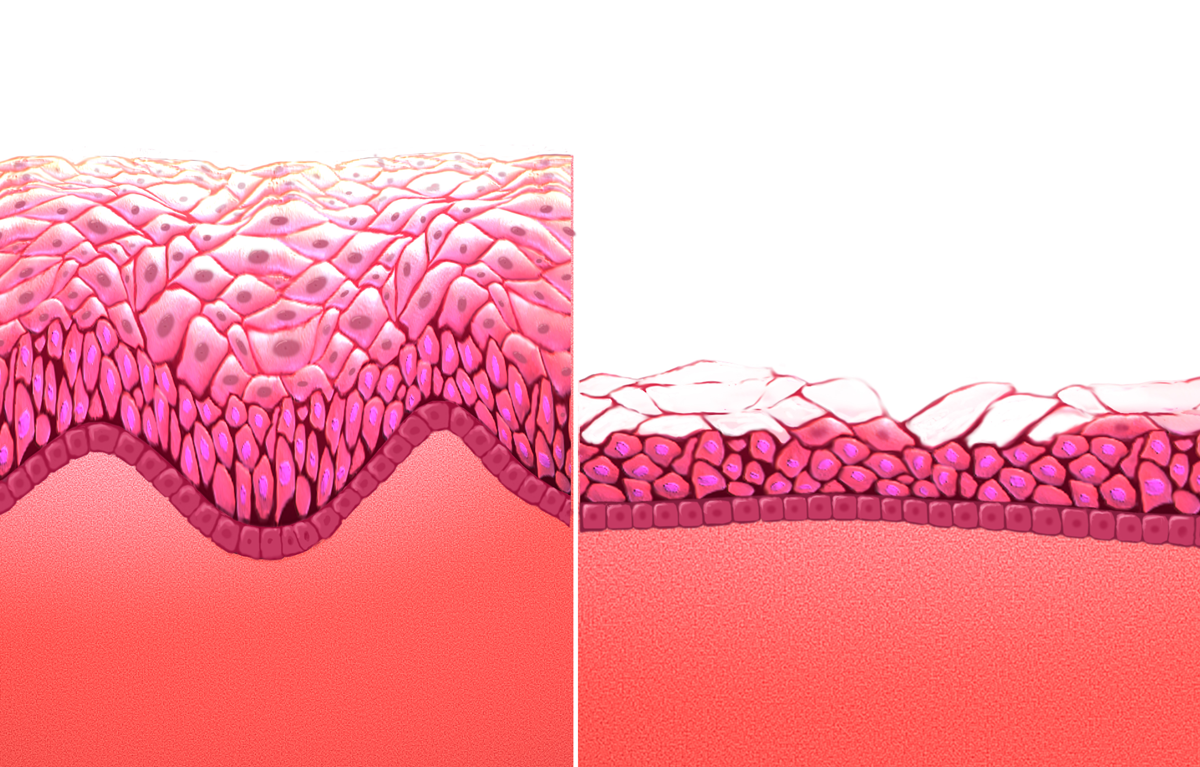
Mucosa vaginal premenopàusica (esquerra) versus mucosa vaginal menopausa (dreta)

Després de la menopausa, el cos produeix menys estrògens. Això provoca vaginitis atròfica (aprimament i inflamació de les parets vaginals), que pot provocar picor vaginal, ardor, sagnat, dolor o sequedat vaginal (disminució de la lubricació). La sequedat vaginal pot causar molèsties per si sola o molèsties o dolor durant les relacions sexuals. Les Brochsles també són característics de la menopausa. La menopausa també afecta la composició de les estructures de suport vaginal. Les estructures vasculars es redueixen amb l'edat. Els Col·lagens específics es modifiquen en la composició i les proporcions. Es creu que el debilitament de les estructures de suport de la vagina es deu als canvis fisiològics en aquest teixit conjuntiu.
Els símptomes de la menopausa es poden alleujar amb cremes vaginals que contenen estrògens, medicaments sense recepta, no hormonals, anells d'estrògens vaginals com el Femring, o un altre substitut hormonal teràpies, però hi ha riscos (inclosos efectes adversos) associats amb la teràpia de reemplaçament hormonal. És possible que les cremes vaginals i els anells d'estrògens vaginals no tinguin els mateixos riscos que altres tractaments de substitució hormonal. La teràpia de substitució hormonal pot tractar la sequedat vaginal, però un lubricant vaginal es pot utilitzar per remeiar temporalment la sequedat vaginal específicament per a les relacions sexuals. Algunes dones tenen un augment del desig sexual després de la menopausa. Pot ser que les dones menopàusiques que continuen fent activitat sexual habitualment experimentin una lubricació vaginal similar als nivells de les dones que no han entrat a la menopausa i puguin gaudir plenament de les relacions sexuals. Poden tenir menys atròfia vaginal. i menys problemes relacionats amb les relacions sexuals.